# Liste des lignes de bus de Chaumont
Ne doit pas être confondu avec C'mon bus.
C.monbus est le réseau de transport français composé de 20 lignes qui dessert Chaumont et son agglomération.

## Réseau
Avant la création en juillet 2011, ce réseau fonctionnait sous le nom Le Bus (6 lignes) :
| 1 | Suize ↔ Hôtel de Ville                      |
| 2 | Brottes ↔ Hôtel de Ville                    |
| 3 | Paquottiers ↔ Hôtel de Ville                |
| 4 | Clos Dormoy ↔ Hôtel de Ville ↔ Saint Aignan |
| 5 | Hôtel de Ville ↔ Hôpital et retour          |
| 6 | Chamarandes ↔ Choignes ↔ Hôtel de Ville     |

Il a subi une petite restructuration en juillet 2012 :
- Les lignes 1 & 2 ont inversé leurs parcours entre les arrêts Oudinot et Ashton ;
- La ligne 3A/3B/3C a été remplacée par les lignes 4, 5 et 6 ;
- Création d'une navette de centre-ville (abandonnée un an plus tard).

En août 2017, le plan de circulation du réseau est de nouveau modifié :
- Création d'une desserte circulaire sur la ligne 3 desservant le centre-ville, le Cavalier, le Val Barizien et la gare.
- La ligne 6 fusionne avec la ligne 5, augmentant ainsi légèrement le nombre d'arrêts de cette dernière.
- Un service circulant en soirée entre 20h30 et minuit est mis en place les vendredis et samedis soir.

En 2018, une ligne 6 est créée : elle relie le collège Louise Michel à Nogent. Cette ligne est issue de la fusion de la ligne I avec une ligne départementale reliant Chaumont à Nogent à la suite du regroupement du bassin nogentais et de l'agglomération de Chaumont en 2017.
Le réseau est composé de six lignes régulières (numérotées de 1 à 6) et treize lignes « à la demande », dont huit autour de Chaumont (numérotées A à K, exception du D, I et J, plus ligne Flexo) et cinq autour de Colombey les Deux Églises (numérotées L à P). Toutes les lignes du réseau sont accessibles aux personnes handicapées.
| Ligne | Destinations                                                | Type             | Nombre d'arrêts | Circulation en soirée |
| ----- | ----------------------------------------------------------- | ---------------- | --------------- | --------------------- |
| 1     | Moulin Neuf <> Thomas <> De Gaulle / Oudinot                | Ligne régulière  | 32              | Oui                   |
| 2     | Moulin Neuf <> Val Poncé <> Chaumont De Gaulle / Oudinot    | Ligne régulière  | 35              | Oui                   |
| 3     | Valery <> Lycée Agricole                                    | Ligne régulière  | 16              | Oui                   |
| 4     | Chaumont Gare SNCF <> Colombey les Deux Églises RD619       | Ligne régulière  | 10              | Non                   |
| 5     | Chaumont <> Nogent                                          | Ligne régulière  | 28              | Non                   |
| 6     | Chaumont Michel <> Nogent Nogent-le-Bas                     | Ligne régulière  | 19              | Non                   |
| A     | Riaucourt Église <> Chaumont Gare SNCF                      | À la demande     | 8               | Non                   |
| B     | Treix Lotissement <> Chaumont Gare SNCF                     | À la demande     | 8               | Non                   |
| C     | Semoutiers Mairie <> Chaumont Gare SNCF                     | À la demande     | 4               | Non                   |
| E     | Chamarandes Mairie <> Chaumont Gare SNCF                    | À la demande     | 17              | Non                   |
| F     | Chaumont Hugueny <> Chaumont Gare SNCF                      | À la demande     | 5               | Non                   |
| G     | Villiers le Sec Aérodrome <> Chaumont Gare SNCF             | À la demande     | 11              | Non                   |
| H     | Sarcicourt <> Chaumont Gare SNCF                            | À la demande     | 4               | Non                   |
| K     | Verbiesles Mairie <> Chaumont Gare SNCF                     | À la demande     | 10              | Non                   |
| L     | Curmont <> Colombey les Deux Églises RD619                  | À la demande     | 3               | Non                   |
| M     | Blaise <> Colombey les Deux Églises RD619                   | À la demande     | 5               | Non                   |
| N     | Rizaucourt <> Colombey les Deux Églises RD619               | À la demande     | 5               | Non                   |
| O     | Lavilleneuve aux Fresnes <> Colombey les Deux Églises RD619 | À la demande     | 2               | Non                   |
| P     | Rennepont <> Colombey les Deux Églises RD619                | À la demande     | 2               | Non                   |
| Flexo | Chaumont Gare SNCF <> Chaumont 61e Régiment                 | Service régulier | 4               | Oui                   |